# ريتشارد إليت فريدمان
ريتشارد إليوت فريدمان (باللاتينية Richard Elliott Friedman) هو عالم كتاب وأستاذ الدراسات اليهودية في جامعة جورجيا الأمريكية. قبل انضمامه إلى قسم الدين في 2006 كان أستاذ الحضارة اليهودية: الكتاب العبري ولغات وأدب الشرق الأدنى في جامعة كاليفورنيا في سان دييغو. حصل على دكتوراة في الثيولوجيا في الكتاب العبري ولغات وحضارات الشرق القريب من جامعة هارفارد في 1978 وماجستر ثيولوجيا في الكتاب العبري في 1974. وحصل على عدة جوائز منها زمالة المجلس الأمريكي للجمعيات المتعلمة. وعمل كزميل زائر في جامعة كامبردج وجامعة أكسفورد والمدارس الأمريكية للبحث الشرقي في القدس. وشارك في مشروع تنقيب مدينة داود في القدس.
اشتهر لكتابه من كتب الكتاب المقدس؟ (بالإنجليزية: ?Who Wrote the Bible)‏ الذي شرح فيه الفرضية الوثائقية، وله أيضا الكتاب المقدس وكشف مصادره.

## كتبه
- Who Wrote the Bible? (Harper San Francisco) (1987) ISBN 0-06-063035-3
- الكتاب المقدس وكشف مصادره (Harper San Francisco) (December 1, 2003) ISBN 0-06-053069-3

(ترجمة لكتب التوراة الخمسة مع تمييز المصادر المختلفة بألوان وخطوط مختلفة)
- The Hidden Book in the Bible (Harper San Francisco) (September 1, 1999) ISBN 0-06-063004-3

(حول المصدر اليهوي)
- Commentary on the Torah (Harper San Francisco) (April 1, 2003) ISBN 0-06-050717-9
- The Hidden Face of God (Harper San Francisco) (December 13, 1996) ISBN 0-06-062258-X